# 配方法
配方法（英語：Completing the square）。
將下方左边的多项式化成右边的形式，就是配方法的目标：
{\displaystyle ax^{2}+bx+c=a(x-h)^{2}+k}，其中{\displaystyle h}和{\displaystyle k}是常數。

## 簡介
在基本代数中，配方法是一种用来把二次函数化为一个多项式的平方与一个常数的和的方法。这种方法是把以下的多项式{\displaystyle ax^{2}+bx\,\!}化为{\displaystyle (cx+d)^{2}+e\,\!}以上表达式中的系数{\displaystyle a}、{\displaystyle b}、{\displaystyle c}、{\displaystyle d}和{\displaystyle e}本身也可以是表达式，可以含有除{\displaystyle x}以外的变量。
配方法通常用来推导出二次方程的求根公式：
{\displaystyle {\begin{aligned}ax^{2}+bx+c&{}=0\\ax^{2}+bx&{}=-c\\x^{2}+\left({\frac {b}{a}}\right)x&{}=-{\frac {c}{a}}\\\end{aligned}}}
我们的目的是要把方程的左边化为完全平方。由于问题中的完全平方具有{\displaystyle (x+y)^{2}=x^{2}+2xy+y^{2}}的形式，可導出{\displaystyle 2xy={\frac {b}{a}}x}，因此{\displaystyle y={\frac {b}{2a}}}。等式两边加上{\displaystyle y^{2}=({\frac {b}{2a}})^{2}}，可得：
{\displaystyle {\begin{aligned}x^{2}+{\frac {b}{a}}x+\left({\frac {b}{2a}}\right)^{2}&{}=\left({\frac {b}{2a}}\right)^{2}-{\frac {c}{a}}\\\left(x+{\frac {b}{2a}}\right)^{2}&{}={\frac {b^{2}-4ac}{4a^{2}}}\\x+{\frac {b}{2a}}&{}=\pm {\frac {\sqrt {b^{2}-4ac}}{2a}}\\x&{}={\frac {-b\pm {\sqrt {b^{2}-4ac}}}{2a}}\end{aligned}}}
这个表达式称为二次方程的求根公式。

## 几何学的观点

幾何學的操作過程

考虑把以下的方程配方：{\displaystyle x^{2}+bx=a.\,}由于{\displaystyle x^{2}}表示边长为{\displaystyle x}的正方形面积，{\displaystyle bx}表示边长为{\displaystyle b}和{\displaystyle x}的矩形面积，因此配方法可以视为矩形的操作。
如果尝试把矩形{\displaystyle x^{2}} 和兩個{\displaystyle {\frac {b}{2}}\,x}合并成一个更大的正方形，这个正方形还会缺一个角。把以上方程的两端加上{\displaystyle \left({\frac {b}{2}}\right)^{2}}，正好是欠缺的角的面积，这就是“配方法”的名称的由来。

## 一般公式
为了得到{\displaystyle ax^{2}+bx=(cx+d)^{2}+e,\,}我们设
{\displaystyle {\begin{aligned}c&{}={\sqrt {a}},\\d&{}={\frac {b}{2{\sqrt {a}}}},\\e&{}=-d^{2}\\&{}=-\left({\frac {b}{2{\sqrt {a}}}}\right)^{2}\\&{}=-{\frac {b^{2}}{4a}}.\end{aligned}}}
得出{\displaystyle ax^{2}+bx=\left({\sqrt {a}}\,x+{\frac {b}{2{\sqrt {a}}}}\right)^{2}-{\frac {b^{2}}{4a}}.\,}

### 证明
注意{\displaystyle \left(cx+d\right)^{2}+e=c^{2}x^{2}+2cdx+d^{2}+e}。为了把{\displaystyle c^{2}x^{2}+2cdx+d^{2}+e\!}化为 {\displaystyle ax^{2}+bx+f\!} 的形式，我们必须进行以下的代换：
{\displaystyle {\begin{aligned}a&{}=c^{2},\\b&{}=2cd,\\f&{}=d^{2}+e.\end{aligned}}}
现在，{\displaystyle a}、{\displaystyle b}和{\displaystyle f}依赖于{\displaystyle c}、{\displaystyle d}和{\displaystyle e}，因此我们可以把{\displaystyle c}、{\displaystyle d}和{\displaystyle e}用{\displaystyle a}、{\displaystyle b}和{\displaystyle f}来表示：
{\displaystyle {\begin{aligned}c&{}=\pm {\sqrt {a}},\\d&{}={\frac {b}{2c}}\\&{}=\pm {\frac {b}{2{\sqrt {a}}}},\\e&{}=f-d^{2}\\&{}=f-{\frac {b^{2}}{4a}}\end{aligned}}}
当且仅当{\displaystyle f}等于零且{\displaystyle a}是正数时，这些方程与以上是等价的。如果{\displaystyle a}是负数，那么{\displaystyle c}和{\displaystyle d}的表达式中的±号都表示负号──然而，如果{\displaystyle c}和{\displaystyle d}都是负数的话，那么{\displaystyle (cx+d)^{2}}的值将不受影响，因此{\displaystyle \pm }号是不需要的。

## 例子

### 具体例子
{\displaystyle {\begin{aligned}5x^{2}+7x-6&{}=5\left(x^{2}+{7 \over 5}x\right)-6\\&{}=5\left[x^{2}+{7 \over 5}x+\left({7 \over 10}\right)^{2}\right]-6-5\left({7 \over 10}\right)^{2}\\&{}=5\left(x+{7 \over 10}\right)^{2}-6-{7^{2} \over 2\cdot 10}\\&{}=5\left(x+{7 \over 10}\right)^{2}-{6\cdot 20+7^{2} \over 20}\\&{}=5\left(x+{7 \over 10}\right)^{2}-{169 \over 20}\end{aligned}}}
从中我們可以求出多項式为零时{\displaystyle x}的值，也就是多项式的根。
{\displaystyle {\begin{aligned}5x^{2}+7x-6&{}=0\\5\left(x+{7 \over 10}\right)^{2}-{169 \over 20}&{}=0\\\left(x+{7 \over 10}\right)^{2}&{}={169 \over 100}\\&{}=\left({13 \over 10}\right)^{2}\\x+{7 \over 10}&{}=\pm {13 \over 10}\\x&{}={-7\pm 13 \over 10}\\&{}={3 \over 5}{\mbox{ or }}-2\end{aligned}}}
我们也可以求出{\displaystyle x}取得什么值时，以下的多项式为最大值或最小值：{\displaystyle y=5x^{2}+7x-6}最高次数的项{\displaystyle x^{2}}的系数为正，因此{\displaystyle x}的绝对值越大，{\displaystyle y}就越大。但是，{\displaystyle y}有一个最小值，在任何地方都不能比它更小。从完全平方的形式中，{\displaystyle y=5\left(x+{\frac {7}{10}}\right)^{2}-{\frac {169}{20}}}，我们可以看到，如果{\displaystyle x=-{7 \over 10}}，那么{\displaystyle y=-{\frac {169}{20}}=-8.45}；但如果{\displaystyle x}是任何其它的数，{\displaystyle y}都是{\displaystyle -{\frac {169}{20}}}加上一个非零的平方数。由于非零实数的平方都是正数，因此当{\displaystyle x}不为 {\displaystyle -{\frac {7}{10}}}时，{\displaystyle y}一定大于−8.45。所以，{\displaystyle (x,y)=\left(-{\frac {7}{10}},-{\frac {169}{20}}\right)=(-0.7,-8.45)=}就{\displaystyle y}的最小值。

### 微积分例子
假设我们要求出以下函数的原函数：{\displaystyle \int {\frac {1}{9x^{2}-90x+241}}\,dx.\,\!}这可以用把分母配方来完成。分母是：{\displaystyle 9x^{2}-90x+241=9(x^{2}-10x)+241}把两边{\displaystyle x^{2}-10x}加上{\displaystyle ({\frac {10}{2}})^{2}=25}，就可以得到一个完全平方，{\displaystyle x^{2}-10x+25=(x-5)^{2}}。分母变为：
{\displaystyle {\begin{aligned}9(x^{2}-10x)+241&{}=9(x^{2}-10x+25)+241-9(25)\\&{}=9(x-5)^{2}+16\end{aligned}}}
因此积分为：
{\displaystyle {\begin{aligned}\int {\frac {1}{9x^{2}-90x+241}}\,dx&{}={\frac {1}{9}}\int {\frac {1}{(x-5)^{2}+({\frac {4}{3}})^{2}}}\,dx\\&{}={\frac {1}{9}}\cdot {\frac {3}{4}}\arctan {\frac {3(x-5)}{4}}+C\end{aligned}}}

### 复数例子
考虑以下的表达式：{\displaystyle |z|^{2}-b^{*}z-bz^{*}+c}其中{\displaystyle z}和{\displaystyle b}是复数，{\displaystyle z^{*}}和{\displaystyle b^{*}}分别是{\displaystyle z}和{\displaystyle b}的共轭复数，{\displaystyle c}是一个实数。利用恒等式{\displaystyle \left\vert u\right\vert ^{2}=uu^{*}}，我们可以把它写成：{\displaystyle |z-b|^{2}-|b|^{2}+c}这显然是一个实数。这是因为：
{\displaystyle {\begin{aligned}|z-b|^{2}&{}=(z-b)(z-b)^{*}\\&{}=(z-b)(z^{*}-b^{*})\\&{}=zz^{*}-zb^{*}-bz^{*}+bb^{*}\\&{}=|z|^{2}-zb^{*}-bz^{*}+|b|^{2}\end{aligned}}}
作为另外一个例子，以下的表达式{\displaystyle ax^{2}+by^{2}+c}其中{\displaystyle a}、{\displaystyle b}、{\displaystyle c}、{\displaystyle x}和{\displaystyle y}是实数，{\displaystyle a>0}且{\displaystyle b>0}，可以用一个复数的绝对值的平方来表示。定义{\displaystyle z={\sqrt {a}}\,x+i{\sqrt {b}}\,y}那么
{\displaystyle {\begin{aligned}|z|^{2}&{}=zz^{*}\\&{}=({\sqrt {a}}\,x+i{\sqrt {b}}\,y)({\sqrt {a}}\,x-i{\sqrt {b}}\,y)\\&{}=ax^{2}-i{\sqrt {ab}}\,xy+i{\sqrt {ba}}\,yx-i^{2}by^{2}\\&{}=ax^{2}+by^{2},\end{aligned}}}
因此{\displaystyle ax^{2}+by^{2}+c=|z|^{2}+c\,\!}

## 方法的变化
通常配方法是把第三项{\displaystyle v^{2}}加在{\displaystyle u^{2}+2uv\,}，得出一个平方。我们也可以把中间的项（{\displaystyle 2uv}或{\displaystyle -2uv}）加在多项式{\displaystyle u^{2}+v^{2}\,}就得出一个平方。

### 例子：正数与它的倒数的和
从以下的恒等式中，
{\displaystyle {\begin{aligned}x+{1 \over x}&{}=\left(x-2+{1 \over x}\right)+2\\&{}=\left({\sqrt {x}}-{1 \over {\sqrt {x}}}\right)^{2}+2\end{aligned}}}
我们可以看出，正数{\displaystyle x}与它的倒数的和总是大于或等于 2。

### 例子：分解四次多项式
假设我们要把以下的四次多项式分解：{\displaystyle x^{4}+324}也就是：{\displaystyle (x^{2})^{2}+(18)^{2}}因此中间的项是{\displaystyle 2(x^{2})(18)=36x^{2}}。所以，我们有：
{\displaystyle {\begin{aligned}x^{4}+324&{}=(x^{4}+36x^{2}+324)-36x^{2}\\&{}=(x^{2}+18)^{2}-(6x)^{2}\\&{}=(x^{2}+18+6x)(x^{2}+18-6x)\\&{}=(x^{2}+6x+18)(x^{2}-6x+18)\end{aligned}}}
最后一个步骤是把所有的项按降幂方式排列。